# Ca n'Obac
Ca n'Obac és un jaciment prehistòric al municipi de Mediona a la comarca de l'Alt Penedès, inclòs a l'Inventari del Patrimoni Arqueològic i Paleontològic de Catalunya.
Aquest jaciment ha sigut identificat com un taller o centre de producció i explotació de sílex adscrit en cronologies del Paleolític superior (-33000/-9000) i del Neolític (-5500/-2200).

## Descobriment i historiografia
Aquest taller lític fou descobert el 1956 pel mestre Josep Lloret i Rabassa i prospectat conjuntament amb els seus alumnes. El jaciment és a la ribera dreta de la riera de Mediona (Riu de Bitlles), a uns 300 metres del barri del Molí, del poble de Mediona, dins dels terrenys que pertanyen a la masia abandonada de Ca n'Obac. La datació del jaciment és especialment difícil degut a la presència de peces típiques de moments molt diferents. Aquest taller superficial, per la seva ubicació geogràfica i pels materials documentats, és parcialment relacionable amb el taller de la vinya d'en Pantinquillo de cronologia neo-eneolítica.

## Troballes arqueològiques
D'una banda algunes restes com truncadures, una gran ascla amb denticulats, fan pensar en la seva adscripció en un moment indeterminable (mostra molt escadussera) del Paleolític superior. De l'altra, la resta de les peces es pot atribuir certament a un moment indefinit del Neolític o un taller típic de l'Eneolític, tal com defensava Giró. Algunes d'aquestes peces són làmines biflexionades, osques i denticulats, amb presència de sílex xiloide i ascles i fragments amb retocs simples que no aporten més dades significatives.